# Regnmåler
En regnmåler eller nedbørmåler er et meteorologisk instrument, som måler nedbør over en given tidsperiode. Instrumentet indgår normalt også i en vejrstation. Nedbøren angives i millimeter (mm), som svarer til liter pr. m². Falder der 10 mm nedbør på et areal på 100 m², svarer det til en vandmængde på 1000 liter (1 ton).
Den faglige betegnelse er pluviometer, af latin pluvio = regn, og meter = mål.
Hvis nedbøren falder i fast form (sne eller hagl), må den smeltes, før den kan måles.
Nedbørsmåling bruges til flere formål. Eksempelvis:
- Meteorologisk statistik. (Danmarks Meteorologiske Institut).
- Oversvømmelsesvarsel.
- Dimensionering af kloakker og andre afløbssystemer.
- Landbrug.
- Kraftværksindustrien (Vandkraft).

Der findes to hovedtyper af instrumenter: Manuelle og automatiske.

## Manuelle målere
En manuel måler består af en tragtformet åbning med kendt tværsnit, som leder nedbøren ned i en beholder, som er markeret med 'mm nedbør'.
Det findes mange forskellige typer manuelle målere, fra de enkleste, som er beregnet til private haver, til målere beregnet for meteorologisk statistik. Jo større åbning måleren har, des mere nøjagtig bliver målingen.

## Automatiske målere
I automatiske målere sker aflæsningen ved hjælp af vægtprincippet. Her bliver nedbøren samlet i en beholder, som vejes kontinuerligt. Så kan man beregne, hvor meget nedbør, der er faldet i kortere eller længere tidsintervaller. Om vinteren bruger man frostvæske i beholderen for at smelte sneen.

## Placering
Regnmåleren bør placeres på en åben plads ca. 2 meter over jorden, og skærmes bedst mulig for vinden.
Den skal være sat solidt fast i jorden, således at åbningen forbliver horisontal.

## Eksterne links
- DMIs hjemmeside